# Basilica del Santissimo Salvatore (Pavia)
La basilica del Santissimo Salvatore, comunemente detta basilica di San Mauro, è una chiesa di Pavia. Venne fondata nel 657 dal re longobardo Ariperto I e divenne chiesa sepolcrale per molti dei re longobardi della dinastia bavarese. Fu ricostruita una prima volta nel 970 grazie alla regina Adelaide, che fondò accanto alla chiesa il monastero di San Salvatore, affidandolo a una comunità benedettina. 
Nella seconda metà del Quattrocento sull’area della precedente chiesa medievale venne costruita l'attuale basilica. Tra il XV e il XVI secolo la chiesa è stata riccamente affrescata e decorata al suo interno. Nel XVIII secolo la chiesa e l'annesso monastero furono trasformati in caserma e deposito militare. La chiesa fu recuperata e riaperta al culto il 21 maggio 1901. Alcuni scavi archeologici effettuati nel 2018/2019 all'interno del chiostro hanno portato alla luce un'area cimiteriale (le indagini sono ancora in corso) dove, forse, nell'XI furono ricollocati i corpi dei sovrani longobardi sepolti precedentemente all'interno della basilica.

## Storia

### Fondazione della chiesa
La prima testimonianza relativa alla chiesa è dello storico Paolo Diacono, il quale riferisce della fondazione di una "chiesa del Salvatore" da parte di Ariperto I, re dei Longobardi dal 653 al 661, per costruire un luogo per la propria sepoltura, oltre i suoi figli Pertarito e Godoperto e i nipoti Cunicperto, Liutperto (non certo) e Ariperto II, creando quindi un vero e proprio mausoleo della dinastia bavarese, oltre che per celebrare la definitiva conversione dei Longobardi al cattolicesimo. Il nucleo originario della chiesa viene datato 657. Diacono precisa altresì dove l'oratorio fosse ubicato, usando come punti di riferimento il fiume e la città: si trovava in campagna vicino al punto in cui il Navigliaccio confluisce nel Ticino, quasi in riva al fiume, ma in posizione elevata, a poca distanza dalla cinta muraria della città di Pavia, lungo la via che portava alla porta occidentale della città ossia Porta "Marenca" dice Paolo Diacono. Si tratta di Porta Marica: il tratto dell'attuale Corso Cavour compreso fra il suo imbocco e via Bernardino da Feltre.
Il complesso attraversò un periodo di decadenza durante le operazioni militari che contrapposero i Longobardi di Desiderio ai Franchi di Carlo Magno, il quale espugnò Pavia, ponendo fine al regno longobardo nel 774. La città non perse però il suo ruolo di capitale del regno, sede del palazzo reale e dell’amministrazione e del governo (come testimoniato dal Capitolare di Lotario, dell’825, con cui si dava avvio ad una importante scuola giuridico-amministrativa in Pavia).
L’unico documento che menziona San Salvatore dopo Paolo Diacono e prima dell’intervento di ricostruzione di Adelaide è un diploma stilato dalla cancelleria di Ugo e Lotario tra il 940 e il 944 col quale i regnanti confermano al vescovo di Pavia tutti i beni che possedeva prima dell’incendio causato dagli Ungari nel 924: tra questi beni c’è la «abbatia in honore Domini Salvatoris in Campania non longe a Ticino sitam». La definizione di abbatia andrebbe tuttavia intesa come chiesa canonica. È stato invece riconosciuto come falso un diploma di Rodolfo II del 925 in cui si citava la chiesa. 

### Rifondazione di chiesa e monastero: la regina Adelaide
La santa Adelaide, regina consorte d'Italia (dal 947 al 950, come moglie di Lotario II d'Italia, e successivamente dal 962 al 973, come moglie di Ottone I) decise di ricostruire dalle fondamenta sia la chiesa sia il monastero. Nel 971 affidò il monastero all'Ordine dei benedettini e l'organizzazione religiosa al monaco Maiolo, abate di Cluny, poi diventato santo. Tuttavia,  il monastero regio non venne posto direttamente alle dipendenze di Cluny ma fu solo riorganizzato da Maiolo. Adelaide inoltre donò al monastero anche il palazzo Reale di Corteolona.
Nel diploma del 30 settembre 982 l'imperatore Ottone II di Sassonia il monastero pavese risulta possedere beni a Corteolona e Monticelli Pavese, e terreni a Garlasco, Corana, Valeggio, Borgo San Siro, Fresonara, Pasturana e Novi Ligure. Tra X e XI secolo, il monastero ebbe anche, temporaneamente, il controllo dell'abbazia di Pomposa. Nei secoli XII e XIII il monastero era proprietario di terreni presso Monticelli Pavese, sulla quale il monastero deteneva diritti signorili e di banno. 

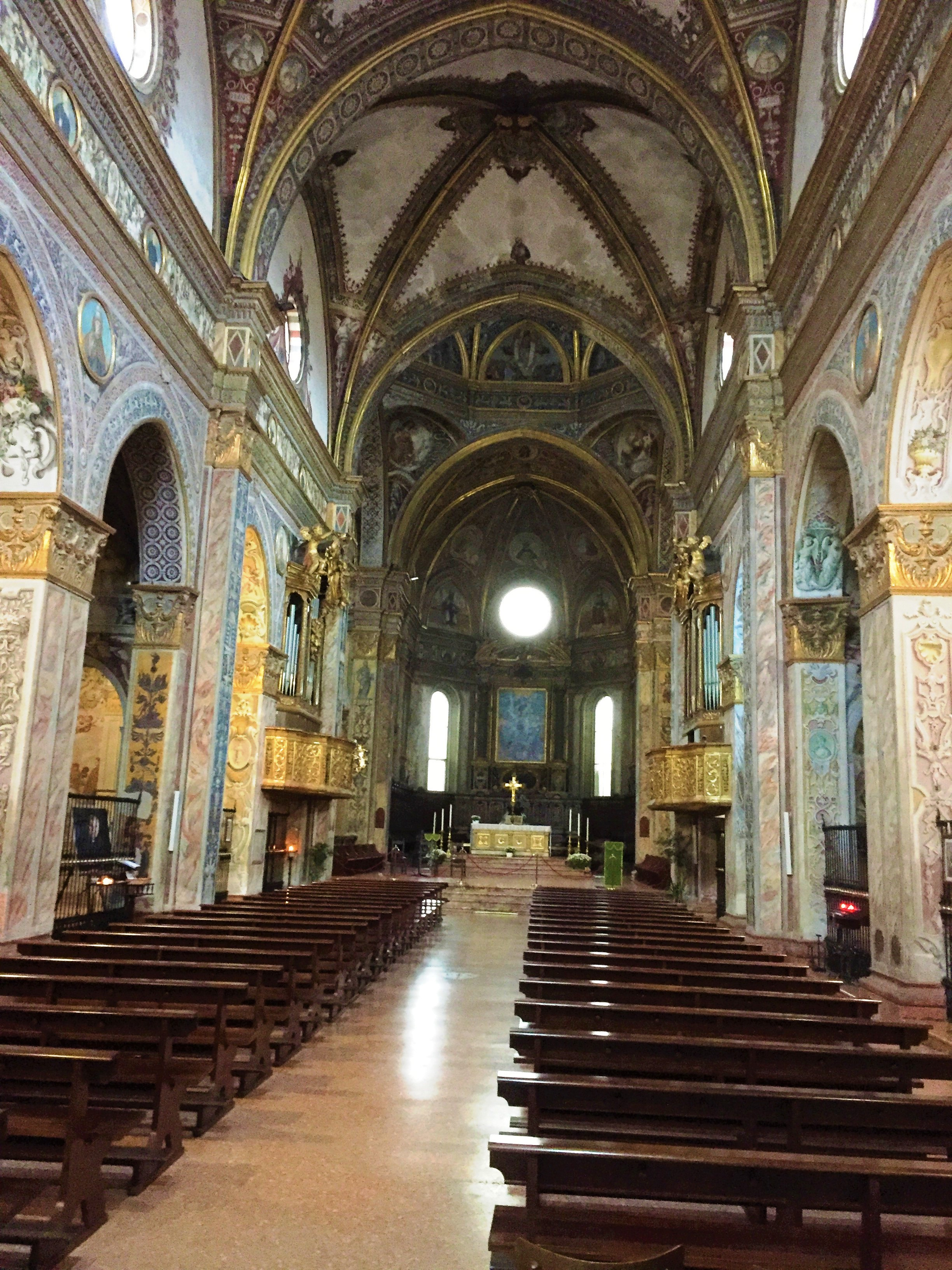
L'interno della basilica.

Nel 1024, alla notizia della morte dell’imperatore Enrico II, i pavesi distrussero il palazzo imperiale. Da quella data in poi, tutti i sovrani che soggiornarono in città risiedettero in un nuovo palazzo reale, sorto presso la basilica. Successivamente nel palatium presso San Salvatore venne ospitato Federico Barbarossa, incoronato poi re nella basilica di San Michele maggiore. Il sovrano risiedette nel palazzo nel biennio 1162-1164 e poi nel 1176 e nel 1186. Inoltre, il palazzo fu utilizzato da suo figlio Enrico VI negli anni 1191 e 1195, e da Ottone IV nel 1210. Anche l’imperatore Federico II, nel 1212, nel 1237 (per alcuni mesi), nel 1245 e nel 1248, soggiornò nel palatium presso il monastero di San Salvatore, le cui strutture in quel periodo vennero sottoposte a interventi di risistemazione in quanto bisognose di lavori ("reparatione indigent"). Durante l'assedio posto a Pavia da Galeazzo II Visconti nel 1356, le forze viscontee realizzarono un accampamento fortificato presso la basilica, che venne poi conquistato dai pavesi. 

### La ricostruzione nel XV secolo
Nel 1448 il monastero venne unito ai benedettini della Congregazione dei Padri di Santa Giustina di Padova. Il ruolo dei benedettini divenne fondamentale per il rifacimento dell'intero complesso. Dalle fonti non si può ricavare esattamente quando e chi precisamente avviò la ricostruzione totale della chiesa e dell’antico monastero: gli storici datano variamente questi lavori tra la metà e la fine del XV secolo (alcuni storici indicano gli anni dal 1476 al 1511). La chiesa fu ricostruita in forme tardo-gotiche o protorinascimentali (su progetto forse di Giovanni Antonio Amadeo). La "nuova" chiesa di San Salvatore risulta inoltre orientata sull’asse nord-sud col prospetto frontale sull’asse viario che esce da Pavia verso ovest.; la chiesa medievale risultava orientata invece, con buona probabilità, sull’asse est-ovest: essa venne demolita completamente solo nel 1511. La ricostruzione rinascimentale è stata così radicale da cancellare pressoché integralmente le forme e le tracce del grande complesso monumentale preesistente.
Nel 1524 Guicciardini riferisce che durante l’assedio di Pavia Giovanni dei Medici (il condottiero detto Giovanni delle Bande Nere), alleato con i francesi "alloggiava coi cavalli e fanti suoi alla chiesa di San Salvatore".
L’importanza del monastero pavese si mantenne sicuramente fino alla metà del Cinquecento, come attesta il privilegio di conferma di beni e immunità emanato da Carlo V nel 1540, cui ne seguì uno analogo di Filippo II nel 1555. Importante fu il 1585, anno nel cui si tenne una cerimonia ufficiale di deposizione delle ceneri dei re, già sepolti nella chiesa antica, nel nuovo edificio. Risalgono a tale data due lapidi commemorative di Ariperto e di Adelaide, antichi fondatori e benefattori del monastero.
A metà Seicento la chiesa è così descritta:
"buona et honorata fabrica, eccetto il campanile, che resta bassissimo e nascosto, sotto il titolo di Christo Salvatore, fatta in forma di croce, nel cui piede tiene l’unica porta, nell’hasta sei cappelle uniformi per parte, tutte condecentemente ornate; nelle due braccia altre due cappelle, et in uno l’organo, e nell’altro la cantoria, servendo la testa di detta croce per il choro, che doppio di sedie ne tiene 32, nella parte superiore, e 22 nell’inferiore. Nel cuore della crociera, sotto proportionata tribuna alta più della volta della chiesa, resta situato l’altar maggiore"
Non sono molte le informazioni relative alle vicende occorse al complesso fino al XVIII secolo. Alcuni dati si trovano nel resoconto che l'abate Nicolò Ruggieri stese a proposito della rimodellazione delle facciate fatta eseguire nel 1750.
Tra il 1777 ed il 1779 il governo austriaco promosse la creazione, all'interno del monastero, della Tipografia del Regio Imperial Monastero di S. Salvatore, affidata ai monaci, ma finanziata dal governo e dotata di moderne attrezzature. Venne infatti creata una cartiera con cilindro inglese e furono acquistati caratteri, torchi e cilindri a Parma da Giambattista Bodoni e altri a Londra, Basilea e Lione. L'impianto era dotato di quattro torchi e dava lavoro (oltre ai monaci) a sei compositori e diversi torcolieri, incisori, disegnatori, legatori e numerosi garzoni. La produzione era alquanto d nicchia, incentrata esclusivamente su contenuti di carattere accademico, in particolare di Chimica, Fisica, Botanica, Chirurgia, Matematica, oltre a opere dei docenti dell'università di Pavia e di giansenisti e traduzioni di volumi di carattere scientifico stranieri, come gli studi di George Atwood.  La tipografia lavorò soprattutto al servizio dell'Università di Pavia, ma venne chiusa negli anni '90 del Settecento, sia per i nuovi indirizzi del governo verso gli ordini religiosi, sia, soprattutto, perché (nonostante i volumi fossero spediti in gran parte d'Italia oltre che a Losanna e Parigi) la programmazione editoriale era indirizzata a un mercato troppo limitato, tralasciando la ricerca di un pubblico più vasto.
Nel 1782 il monastero di San Salvatore fu soppresso insieme ad altre corporazioni religiose in Pavia, per volontà dell'imperatore austriaco Giuseppe II (e con determinazione del direttorio esecutivo della repubblica cisalpina). Dopo il decreto di Soppressione i monaci (che nel 1779 avevano iniziato un'attività di tipografia, trasferendosi però in città già a partire dal 1780, presso la chiesa del Gesù), furono costretti ad abbandonare definitivamente le loro strutture nel 1795. Nel 1795 il monastero venne concesso al Municipio per alloggiarvi un collegio per studenti. Nel 1799 si ha notizia che la città abbia fatto allestire San Salvatore come ospedale "per dei Russi" e ancora nel 1815 risulta funzionante come ospedale militare. 
La chiesa tra 1782 e 1821 continuò a funzionare ma come sussidiaria della chiesa parrocchiale di San Lanfranco.

### XIX e XX secolo: chiusura e riapertura al culto

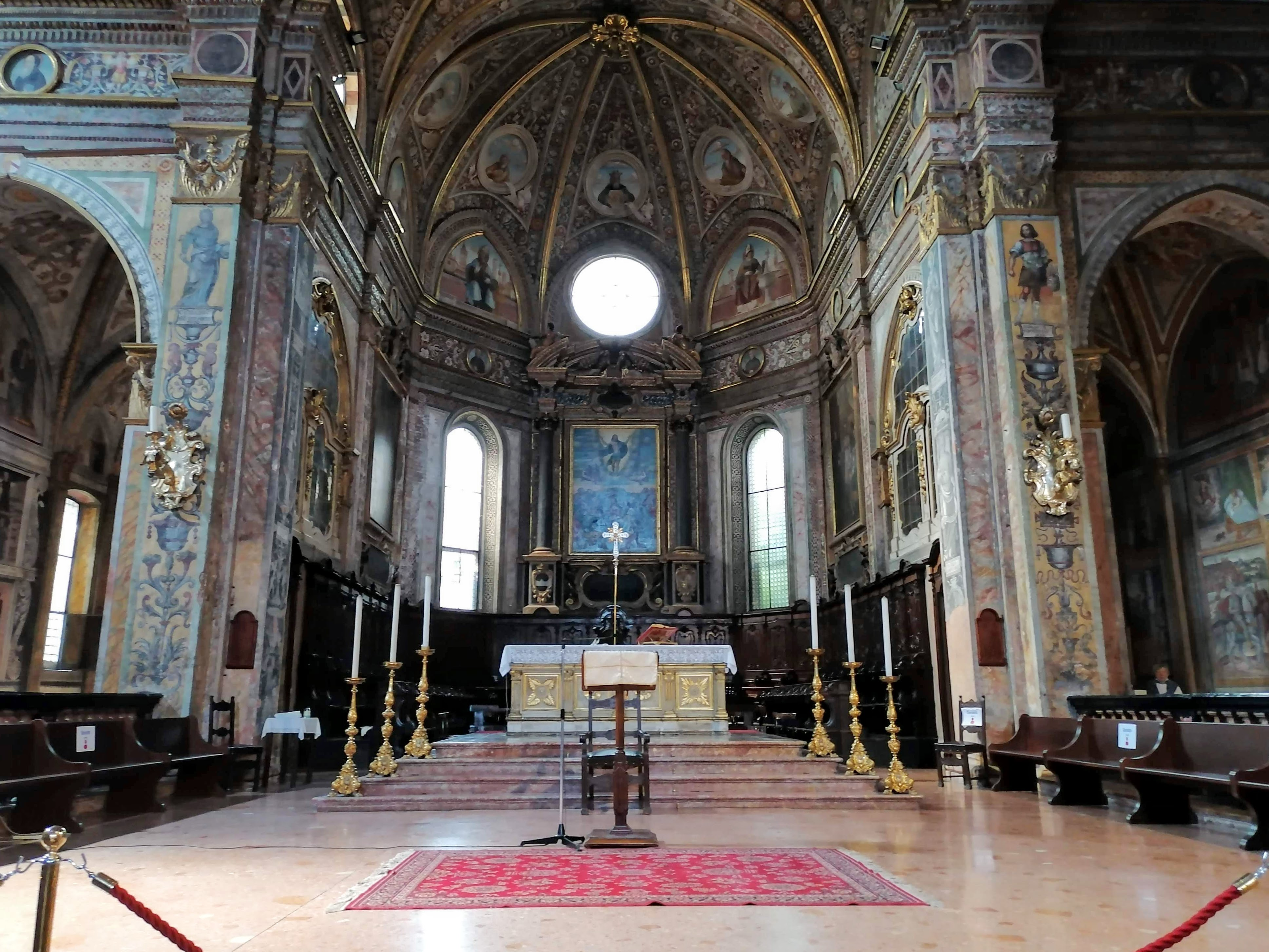
L'altare

Nel 1859 l'autorità militare chiese di occupare «d'urgenza e temporaneamente», la chiesa e poi l'intero monastero per alloggiarvi i pontieri. Nel 1861 circa il Comune cedette al Governo il monumento anche se già nel 1863 chiese di poter avere in uso la chiesa. Nel 1868 intanto la chiesa venne dichiarata monumento nazionale. Ci vollero però quarant'anni perché, grazie alle attenzioni della Società per la conservazione dei monumenti dell’arte cristiana, fosse possibile il recupero al culto della chiesa. 
Dal 1873 infatti il Governo mise il complesso nelle mani del Ministero della guerra, prospettando una sua demolizione, ma nel 1875 Giuseppe Fiorelli, direttore generale delle Antichità e belle arti, negò il permesso. Dopo lunga disputa tra i ministeri, nel 1896 intervenne il vescovo Agostino Gaetano Riboldi a chiedere al direttore generale delle Antichità e belle arti la cessione della chiesa per uso liturgico. Finalmente, nel 1900, la chiesa, senza i chiostri, fu concessa dal Ministero della guerra al Ministero della pubblica istruzione, e la custodia temporanea fu affidata alla Società per la conservazione dei monumenti dell’arte cristiana perché ne curasse i restauri, sotto il controllo dell’ufficio regionale diretto da Gaetano Moretti.
Il 21 marzo 1901 è avvenuta la sua riapertura ufficiale. Al 1992 risale invece la dismissione dell’ex convento da parte dei militari. La parrocchia fu eretta nel 1927 con decreto del vescovo Giuseppe Ballerini. La chiesa è sottoposta a vincolo di tutela monumentale con decreto del 15 dicembre 1965. Nel 1989 il vescovo Giovanni Volta la attribuisce al vicariato I, zona pastorale ovest.

### XXI secolo
Uno scavo condotto fra il settembre e l'ottobre del 2024 dall'università cattolica ha portato alla luce una ventina di tombe ubicate nel lato meridionale del chiostro annesso alla chiesa, tomba appartenenti a esponenti della corte del re longobardo e a monaci vissuti in epoca altomedievale.

## Descrizione
San Salvatore si presenta come un grosso corpo di fabbrica incompiuto. La sua facciata è rivestita in laterizi e ha un grande oculo al centro. Riassume stilemi di transizione tra cultura gotica e rinascimentale che risente degli anni in cui è stata profondamente ristrutturata (ossia gli anni dal 1476 al 1511).

### Interno

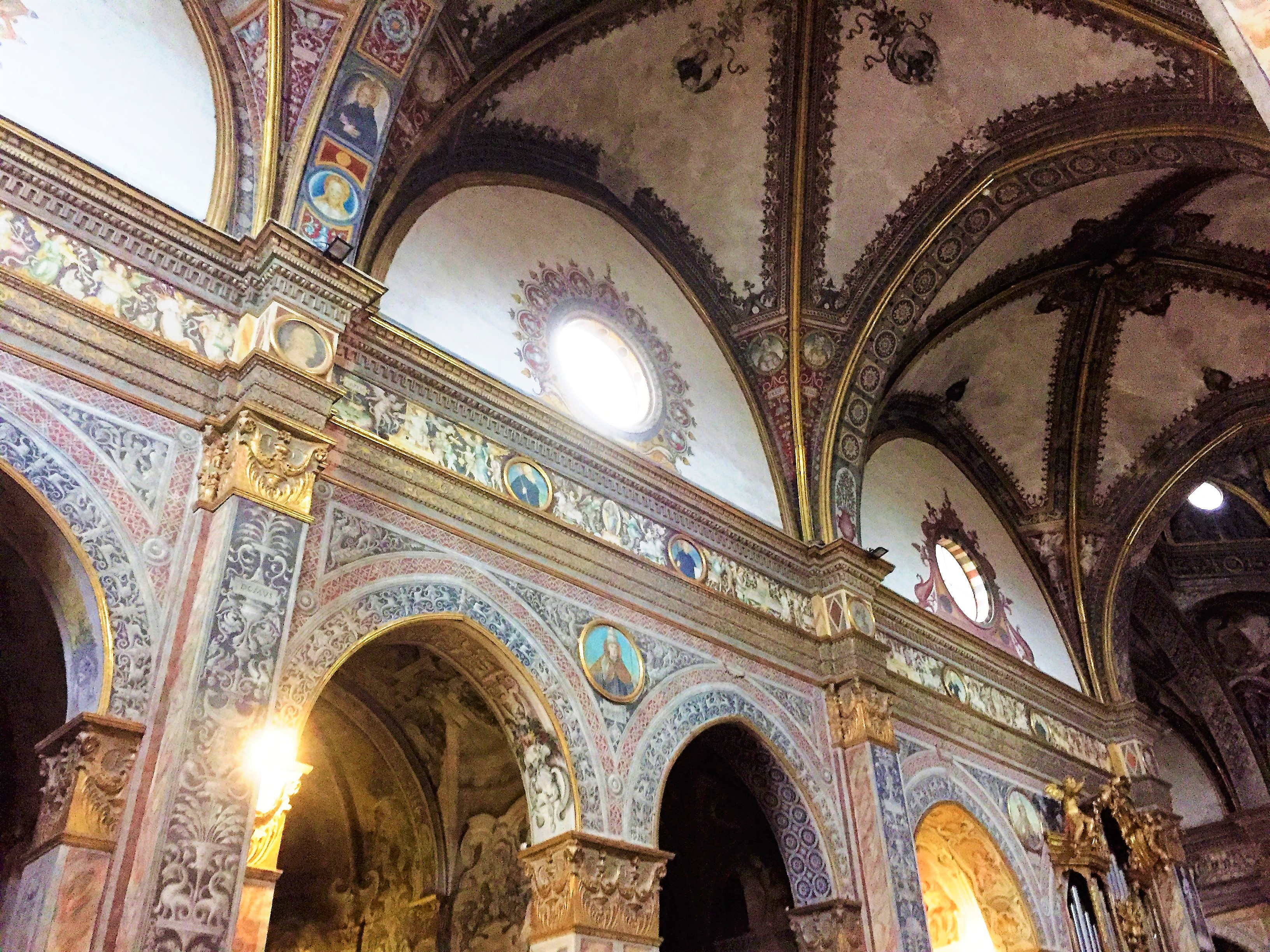
Dettaglio delle decorazioni interne.

La chiesa presenta una pianta a croce latina con tre absidi, a crociera costolonata di impostazione gotica. Le tre navate interne alla chiesa presentano decorazioni classicheggianti databili agli inizi del XVI secolo; motivi a grottesche, fregi con angeli e tondi e ritratti di monaci nella trabeazione, clipei con profeti negli spicchi absidali e dottori della chiesa nelle lunette. Gli affreschi e gli spazi interni costituiscono elementi rinascimentali in un monumento che rimane improntato al gusto tardo gotico.

#### Cappelle laterali
Nella prima cappella a sinistra è possibile ammirare gli affreschi giovanili del pittore Bernardino Lanzani. Gli affreschi narrano Episodi di vita di San Maiolo abate di Cluny: la sua opposizione ai Saraceni lungo i passi alpini, la riconciliazione di Adelaide di Borgogna con il figlio Ottone II, il salvataggio di un gruppo di navigatori dal fiume Rodano, presso Avignone.
La quarta cappella a sinistra è invece dedicata alla vita di sant'Antonio Abate. Gli affreschi sono della bottega del Lanzani e descrivono episodi di vita contemplativa di sant'Antonio e il confronto tra il santo e il peccato, incarnato dal diavolo.

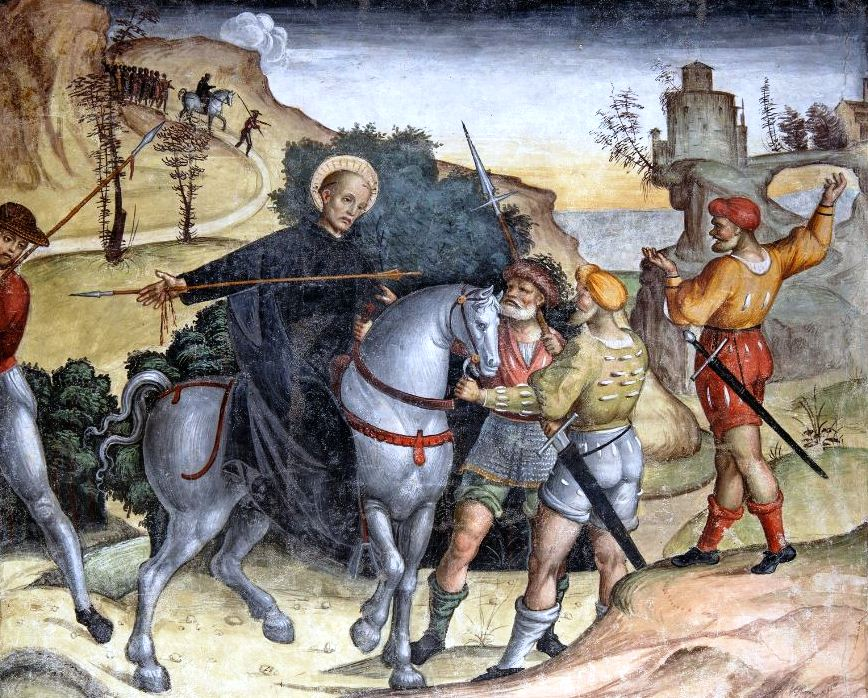
Bernardino Lanzani, Episodi di vita di San Maiolo abate di Cluny

La quinta cappella a destra è dedicata a san Mauro, il quale fu un fedele seguace e collaboratore di san Benedetto. Sulle pareti le tele rappresentano episodi della sua vita, databili all'inizio XVIII secolo. La benedizione di san Mauro per la guarigione degli infermi ha dato origine ad una particolare devozione dei pavesi per il santo: per questo motivo il nome ricorrente della chiesa è basilica di “San Mauro”.
La fascia, in corrispondenza dei capitelli dei pilastri è interrotta da dodici medaglioni contenenti dei profili che sono definiti come i ritratti “dei Cesari”: in realtà non è certa la loro identificazione. Sono privi di iscrizioni e rappresentano dei personaggi drappeggiati all’antica, per lo più di profilo, coronati o laureati, dipinti a monocromo con pennellata veloce, su fondo grigio, e poi profilati da una sottile cornice dorata a rilievo.
In fondo alla chiesa, sul lato destro dell'altare maggiore si conserva la cappella dedicata a san Martino di Tours. È una cappella dagli ampi volumi tipici del gotico, con bellissimi affreschi sempre di Bernardo Lanzani. San Martino è dipinto, come da tradizione iconografica, nell'atto di donare il suo mantello a un povero. San Martino passò gli anni della sua giovinezza proprio nei pressi di Pavia. 

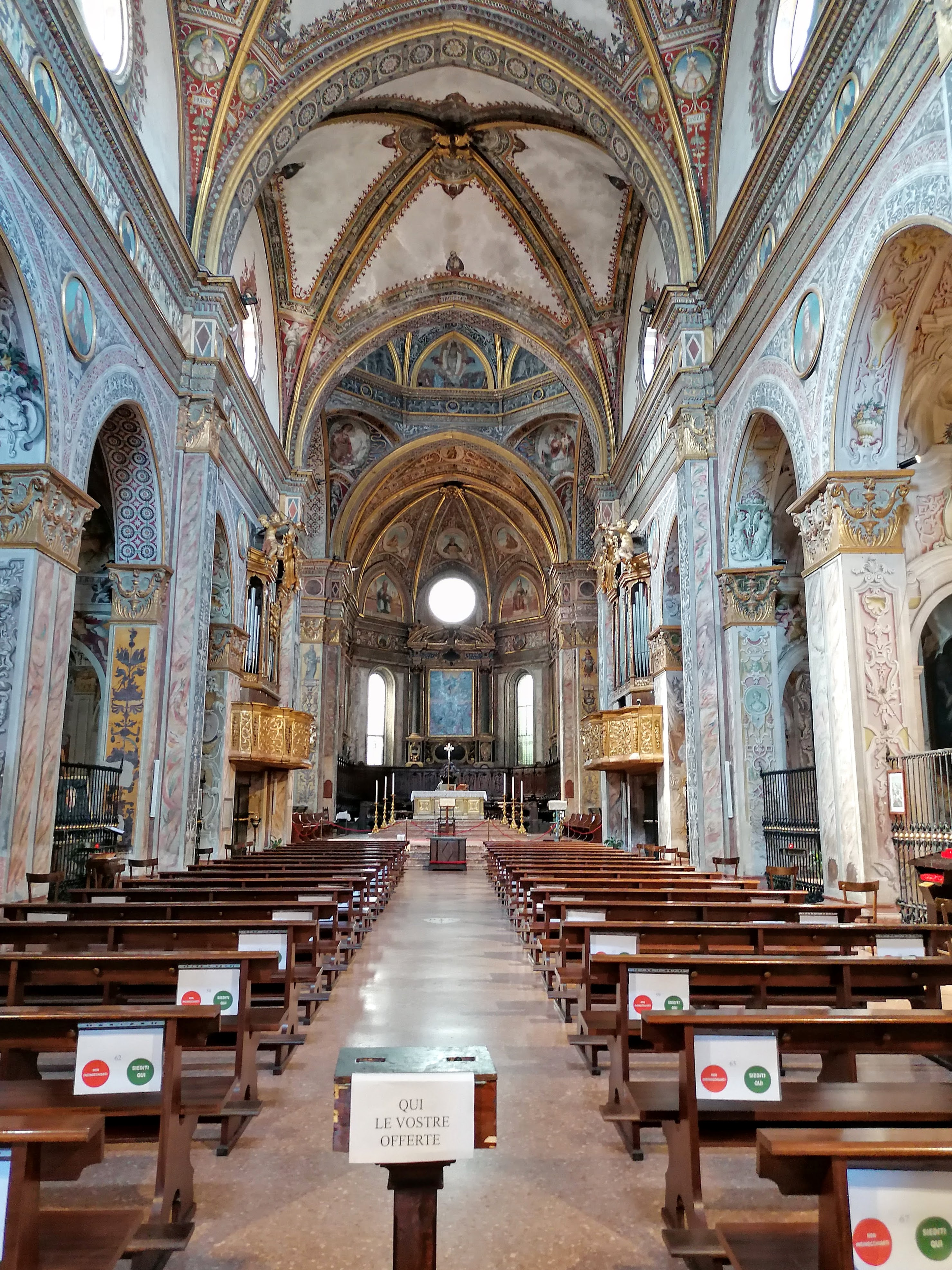
L'interno

Nella cappella a sinistra dell'altare maggiore è invece presente un ciclo di affreschi dedicati alla vita di san Benedetto, andato parzialmente perduto a causa di infiltrazioni d'acqua. L’affresco centrale raffigura il santo affiancato dai primi discepoli, san Placido e san Mauro. Le pareti sono interamente affrescate con le storie e i miracoli del Santo.

#### Cupola
Sulla cupola, che si divide in otto spicchi, è dipinta la volta celeste, piccole nubi e teste di cherubini con ali purpuree che formano cerchi concentrici. La chiave di volta è dominata dalla grande colomba dello Spirito Santo, che si libra nel cielo ad ali spiegate, enfatizzata dai raggi di luce dorata. Nelle lunette alla base degli otto spicchi che scandiscono la cupola si trova, al centro, in posizione privilegiata, visibile fin dall’ingresso, il Cristo Salvatore, a cui la chiesa è dedicata, raffigurato nella gloria dell’ascensione, entro una mandorla di luce. Di fronte a lui, quindi visibile dal presbiterio, la santa Giustina di Padova trafitta dalla spada, con corona in testa, la palma del martirio e il libro in mano (a ricordo della Congregazione di Santa Giustina a cui era stato affidato il monastero). Nei quattro tondi dei pennacchi, incorniciati da corone di fogliame frutti e nastri, sono disposti, dalla parte del presbiterio (e quindi visibili dai fedeli), san Giovanni Battista e san Benedetto dalla parte della navata (e quindi rivolti verso il presbiterio), san Pietro e san Paolo.

#### Presbiterio

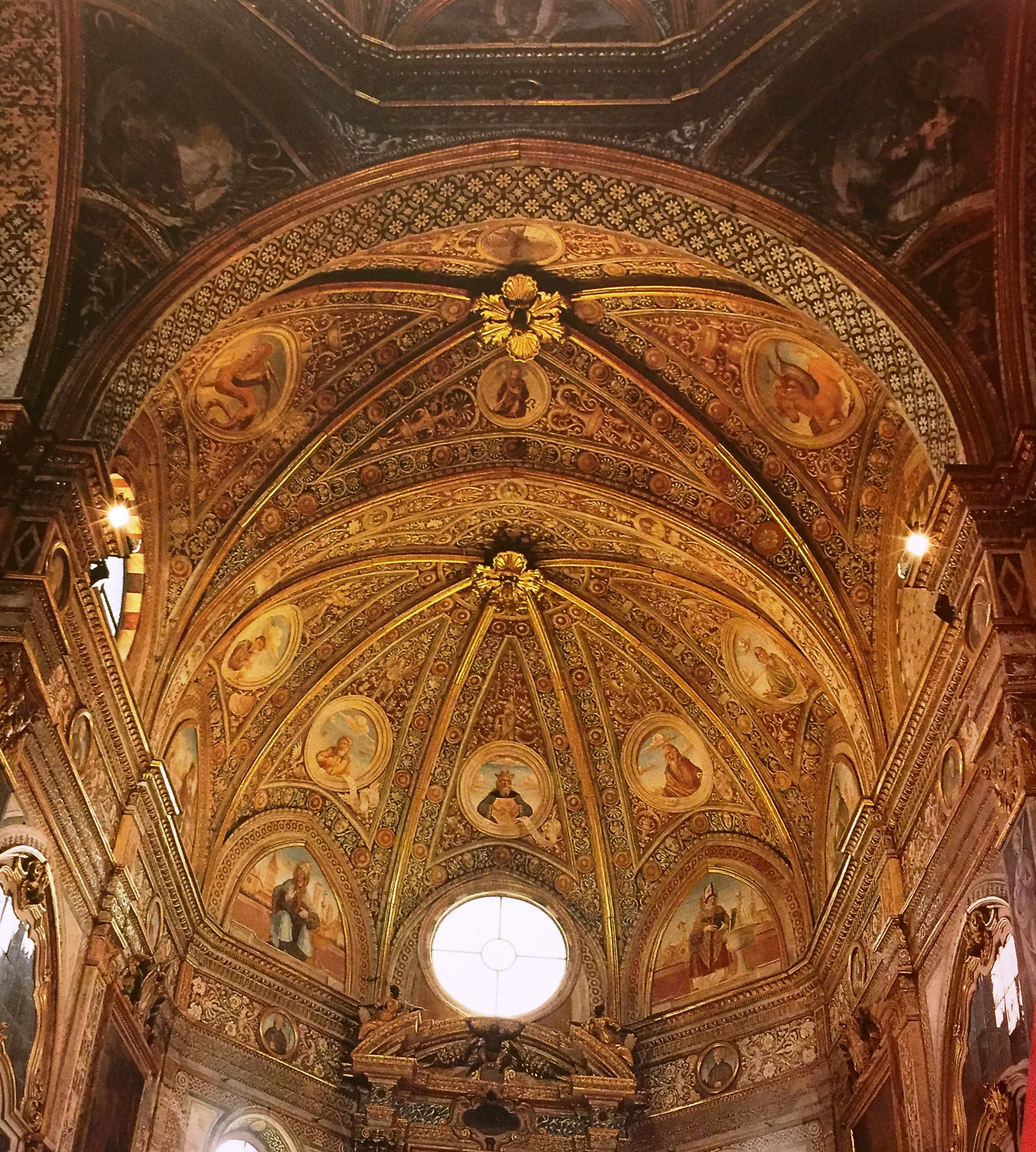
Volta absidale

Il coro ligneo è invece del '700. L'altare di marmo è del 1504, ed è opera di Antonio da Novara.
Il presbiterio contiene una ricca decorazione affrescata risalente all’inizio del 1500. I cinque spicchi che coprono l’abside sono decorati a grottesche contenenti altrettanti clipei realizzati come finestre circolari aperte sull’azzurro di un cielo, dalle quali si affacciano, verso l’interno, le figure dei profeti identificati dalle iscrizioni: Esdra, Isaia, David, Geremia, Ezechiele. Le lunette invece raffigurano i quattro Dottori della Chiesa seduti accanto ai propri leggii con architetture urbane sullo sfondo. Nelle vele della volta a crociera antistante sono distribuiti i clipei con i simboli dei quattro evangelisti, che rimandano all’analoga iconografia dipinta da Bernardino Lanzani all’inizio del Cinquecento nella Basilica di San Michele Maggiore di Pavia (volta della seconda campata della navata destra). Nella fascia che contorna la vela con l’Angelo di san Matteo ritorna il trigramma di Gesù completato dalla croce.
Chiostro

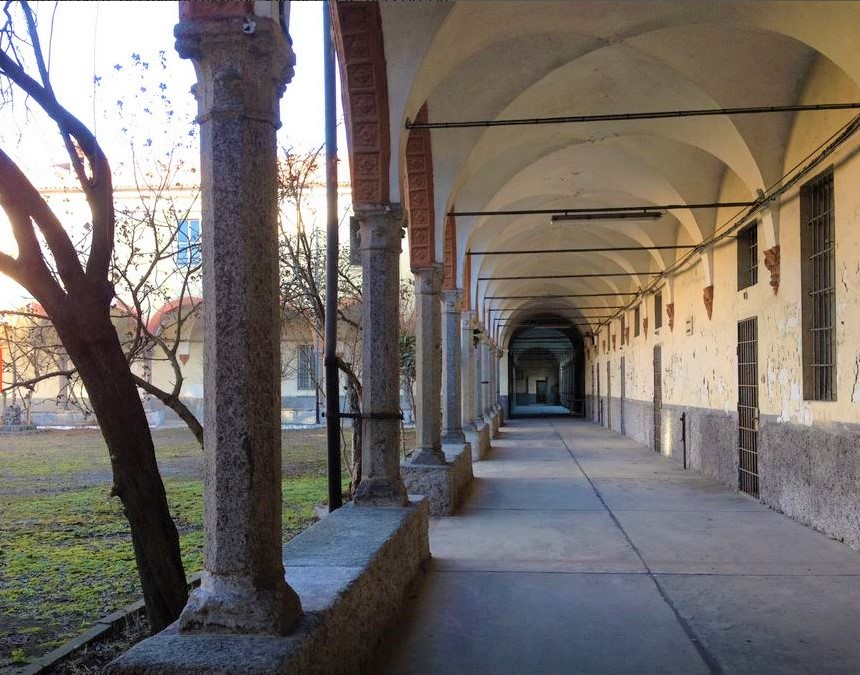
Il chiostro quattrocentesco

Si tratta di uno dei più grandi chiostri di Pavia, risalente (come gran parte della basilica) alla seconda metà del quattrocento e restituito alla parrocchia dai militari nel 1992. Presenta una pianta quadrata ed è circondato sui quattro lati da un portico, sorretto da colonne a sezione ottagonale in granito, dotate di capitelli di gusto gotico, ai quali si contrappongono controcapitelli in cotto. I penducci, datati al 1467, furono realizzati nelle fornaci che circondavano allora il monastero. Nonostante siano ancor oggi coperti da varie mani di imbiancatura, emergono resti di affreschi quattrocenteschi.

### Sepolture nella chiesa

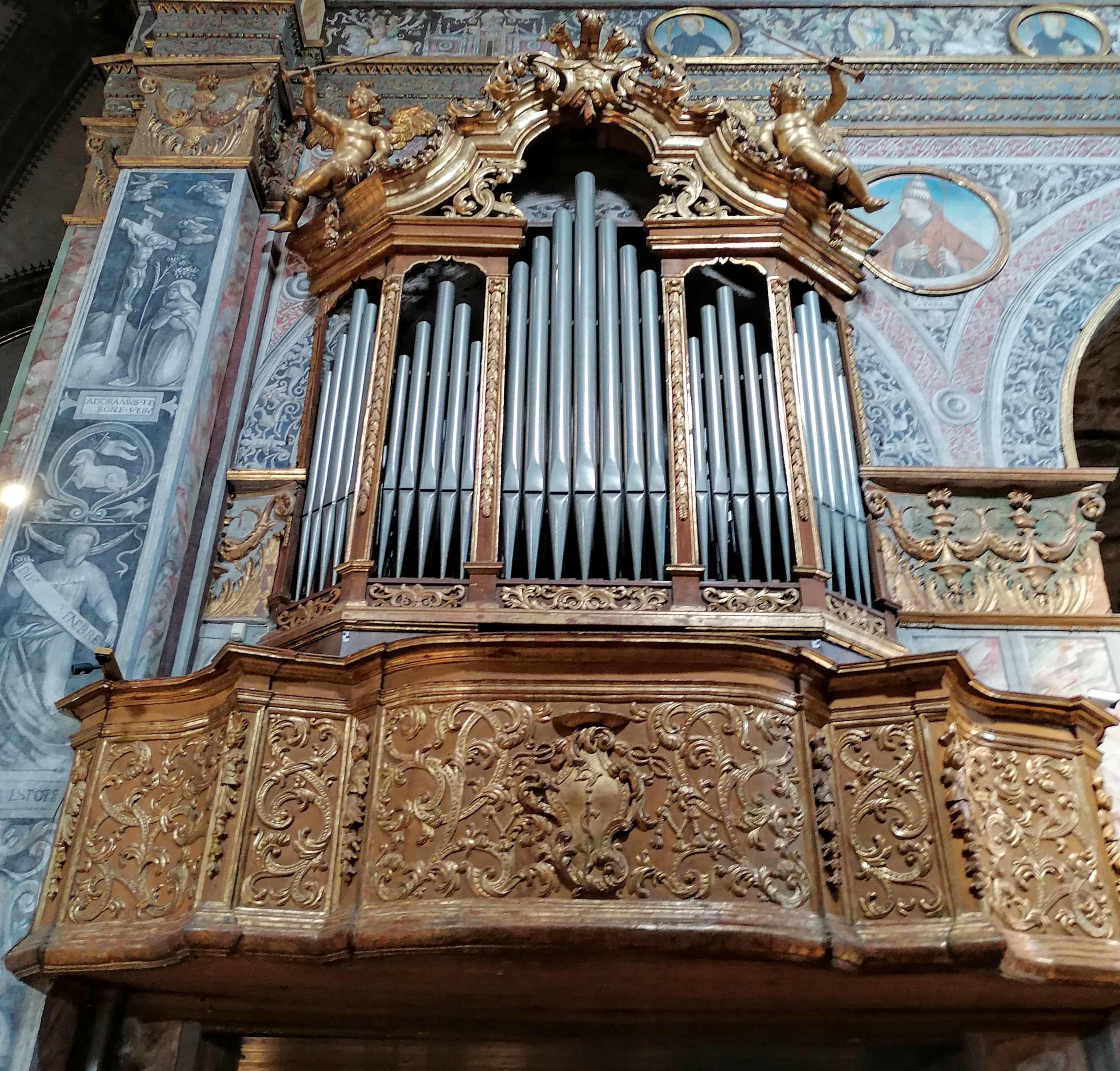
L'organo

La chiesa medievale di San Salvatore (ossia la chiesa prima della sua ricostruzione) fu una chiesa-mausoleo di illustri re longobardi. Vi sono stati sepolti il Ariperto I (re dal 653 al 661) con suo figlio Pertarito  (re dei dal 661 al 662 e, in una seconda fase, dal 671 al 688), il nipote Cuniberto (re dal 688 al 700), Liutperto (re dal 700 al 702, di cui non si è certi in quanto le fonti non ne parlano) e Ariperto II (re dal 702 al 712). Paolo Diacono riferisce che il re Cuniberto fu sepolto "fra una piena di lacrime dei Longobardi nella basilica del Santo Salvatore, già fatta edificare da Ariperto suo avo".